# Lenguas de la República Democrática del Congo

Distribución geográfica de los idiomas hablados en el país.

El idioma oficial de la República Democrática del Congo es el francés, legado de su pasado colonial belga. Sin embargo, otros cuatro idiomas son de carácter nacional: kikongo ya leta, lingala, suajili y chiluba. Además, se estima que existen 242 idiomas hablados. Con la ocupación belga del país, las cuatro lenguas nacionales se enseñaron en las escuelas, manteniendo la alfabetización en las lenguas autóctonas (además del francés), algo poco común en los países coloniales.

## Idiomas principales

### Francés

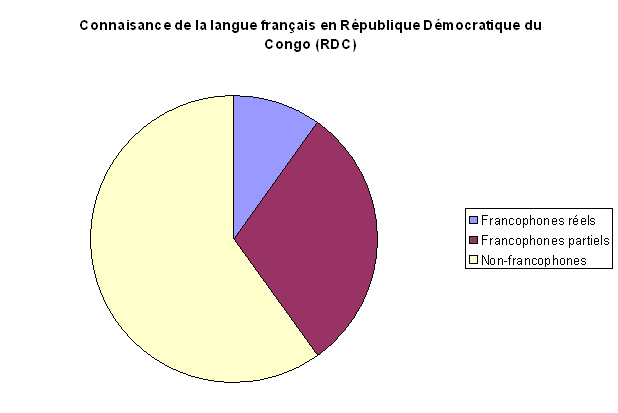
El conocimiento de lengua francesa en la República Democrática del Congo en 2005, según la OIF.

El francés fue lengua oficial desde que el país era una colonia de Bélgica y se mantuvo como lengua oficial tras la independencia porque ya era hablada por amplia parte de la población, porque era étnicamente neutro y servía para aliviar las tensiones entre los distintos idiomas regionales. Como consecuencia de ello, es el principal idioma dentro del ámbito urbano puesto que, sobre todo en las principales ciudades del país, hay una gran variedad étnica por la emigración hacia las ciudades de la población rural.
Según un informe de 2018, el francés es hablado por 49 millones de habitantes en la República Democrática del Congo (51% de la población) según el Observatorio de la Lengua Francesa (OIF, 2022). La R. D. del Congo pertenece a la Organización Internacional de la Francofonía (OIF) y es el 2° país con más francófonos en el mundo (después de Francia).
En la ciudad capital, Kinshasa, el 67 % de la población sabe leer y escribir francés, y el 68,5 % puede hablarlo y entenderlo.
Según una encuesta de 2021, el francés era el idioma más hablado en el país: un total del 74% de los congoleños (79% de los hombres y 68% de las mujeres) informaron que usaban el francés como idioma de comunicación.

### Kikongo ya leta
El término "kikongo" que aparece en la Constitución se refiere en realidad a la lengua Kikongo ya Leta (también conocida como Kituba, un criollo de la lengua Kikongo) y no a la lengua Kikongo. La confusión surge del hecho de que el Gobierno de la República Democrática del Congo reconoce oficialmente al Kikongo ya Leta (traducción: Kikongo del Estado o Kikongo del gobierno, Leta es el derivado del francés l’État "el Estado") como lengua nacional y lo denomina simplemente "Kikongo". El Kikongo ya Leta o Kituba es la lengua franca en las provincias de Kongo Central, Kwango y Kwilu y se usa en la administración de estas provincias.

### Lingala
El lingala fue estandarizado en su forma moderna en la época colonial, con el empuje de los misioneros para conseguir su uniformación. Al principio se hablaba en el área superior del río del Congo, rápidamente se extendió y llegó a convertirse en el idioma más hablado en Kinshasa.

### Tshiluba
El tshiluba o Luba-Kasai se habla en las  provincias de  Kasai, Kasai Central,  Lomami y Kasai oriental.

## Otros idiomas
Los más hablados de entre la inmensa cantidad de idiomas de la República Democrática del Congo son: mongo, lunda, tetela, chókwè, budza, lendu, mangbetu, nande y ngbaka.
El suajili se utiliza como lengua franca en toda la región oriental del país. Además en el país se hablan muchas otras lenguas regionales de siguientes las subfamilias bantúes:
- Bantú B: boma-dzing
- Bantú C: buja-ngombe, ngondi-ngiri, bangi-tetela, soko-kele
- Bantú D: boana, mbole-enya, lega-binja, komo-bira, nyali, nyanga-buyi
- Bantú H: kongo-yaka
- Bantú L: lubana, pende, lundana.
- Bantú M: rukwa, sabi, botatwe.

Fuera de esta familia también se habla sango.

## Lista de lenguas
El SIL publicó una lista de las lenguas de República Democrática de Congo, que incorpora informaciones de diversas fuentes entre ellas el número de hablantes (que generalmente se refiere a hablantes con esa lengua materna.)
| Lengua                     | Código ISO 693 | Hablantes | Año  |
| -------------------------- | -------------- | --------- | ---- |
| Alur                       | alz            | 750 000   | 2001 |
| Amba                       | rwm            | 4500      | 1991 |
| Asoa                       | asv            | 25 474    | 2000 |
| Aushi                      | auh            |           |      |
| idioma avokaya             | avu            | 25 000    | 1989 |
| idioma babango             | bbm            | 2547      | 2000 |
| Baka                       | bdh            | 1300      | 1993 |
| idioma baali               | bcp            | 42 000    | 1987 |
| idioma baloi               | biz            | 20 000    | 2002 |
| idioma bamwe               | bmg            | 20 000    | 1983 |
| idioma banda, sur          | bjo            | 2000      | 1986 |
| idioma banda, centro-sur   | lnl            | 3000      |      |
| idioma banda, togbo-vara   | tor            | 12 000    | 1984 |
| Bangala                    | bxg            |           |      |
| Bangba                     | bbe            | 11 000    | 1993 |
| Bangubangu                 | bnx            | 171 000   | 1995 |
| idioma barambu             | brm            | 25 570    | 1990 |
| idioma beeke               | bkf            | 1000      | 1994 |
| Bemba de Katanga           | bem            | 300 000   | 2000 |
| Kinyanemba del sur de Kivu | bmy            | 295 780   | 2000 |
| Bendi                      | bct            | 32 000    | 1991 |
| Bera                       | brf            | 120 000   | 1992 |
| Bhele                      | bhy            | 15 000    | 1989 |
| Bila                       | bip            | 40 000    | 1993 |
| idioma binjiBinji          | bpj            | 165 000   | 2000 |
| Bobangi                    | bni            | 50 948    | 2000 |
| Boko                       | bkp            | 21 000    |      |
| Bolia                      | bli            | 100 000   | 2000 |
| Loki                       | bkt            | 4200      |      |
| Londo                      | bzm            | 3000      | 1983 |
| Boma                       | boh            | 20 500    | 2000 |
| Bomboli                    | bml            | 2500      | 1986 |
| Bomboma                    | bws            | 23 000    | 1983 |
| idioma bondengés           | dez            | 8600      | 2000 |
| Borna                      | bxx            |           |      |
| Bozaba                     | bzo            | 5500      | 1983 |
| Budu                       | buu            | 180 000   | 1991 |
| idioma Buraka              | bkg            | 1300      |      |
| Bushong                    | buf            | 155 137   | 2000 |
| Buya                       | byy            | 13 000    | 2002 |
| Buyu                       | byi            | 10 000    | 2002 |
| Bwa                        | bww            | 200 000   | 1994 |
| Bwela                      | bwl            | 8400      | 2002 |
| Bwile                      | bwc            | 12 400    | 2002 |
| Dzing                      | diz            | 155 000   | 2002 |
| Dongo                      | doo            | 12 900    | 2000 |
| Dzando                     | dzn            | 6000      | 1983 |
| idioma ebudza              | bja            | 226 000   | 1985 |
| Efe                        | efe            | 20 000    | 1991 |
| Enya                       | gey            | 15 000    | 2000 |
| idioma foma                | fom            | 13 000    | 2002 |
| francés                    | fra            |           |      |
| Fuliro                     | flr            | 300 000   | 1999 |
| Furu                       | fuu            | 12 000    | 1984 |
| Gbanzili                   | gbg            | 3000      | 1986 |
| idioma gbati-ri            | gti            | 21 000    | 2002 |
| idioma gilima              | gix            | 12 000    | 1984 |
| idioma gobu                | gox            | 12 000    | 1984 |
| idioma hamba               | hba            | 13 000    | 2002 |
| Havu                       | hav            | 506 000   | 2002 |
| idioma hema                | nix            | 124 650   | 2000 |
| Hemba                      | hem            | 180 958   | 2000 |
| Holoholo                   | hoo            | 15 500    | 2002 |
| Holu                       | hol            | 5 095     |      |
| Hunde                      | hke            | 200 000   | 1980 |
| Hungana                    | hum            | 400       |      |
| idioma joba                | job            | 10 000    | 1989 |
| Kabwari                    | kcw            | 8400      | 2002 |
| Kaiku                      | kkq            | 13 000    | 2002 |
| akwa                       | keo            | 200 000   | 2012 |
| Kaliko                     | kbo            | 7500      | 1989 |
| idioma kango               | kty            | 5900      | 2002 |
| idioma kango               | kzy            | 2000      | 1998 |
| Kanu                       | khx            | 3500      | 1971 |
| Kanyok                     | kny            | 200 000   | 1991 |
| Kaonde                     | kqn            | 36 000    | 1995 |
| Kari                       | kbj            | 1000      | 1996 |
| kela                       | kel            | 180 000   | 1972 |
| Kele                       | khy            | 160 000   | 1980 |
| Kete                       | kcv            | 8400      | 2002 |
| idioma kitembo             | tbt            | 150 000   | 1994 |
| idioma kituba              | ktu            | 4 200 000 | 1990 |
| Komo                       | kmw            | 400 000   | 1998 |
| Kikongo de San Salvador    | kwy            | 536 994   | 2000 |
| Konjo                      | koo            |           |      |
| idioma kikongo             | kng            | 1 000 000 | 1986 |
| Kisongye (songe)           | sop            | 1 000 000 | 1991 |
| idioma kpala               | kpl            | 3000      | 1986 |
| Kusu                       | ksv            | 26 000    | 1971 |
| idioma kwami               | ktf            | 400       |      |
| Kwese                      | kws            | 60 000    |      |
| Lala-Bisa                  | leb            |           |      |
| Lalia                      | lal            | 55 000    | 1993 |
| Lamba                      | lam            |           |      |
| idioma langbashe           | lna            | 3000      | 1984 |
| Lega-Mwenga                | lgm            | 44 896    | 2000 |
| Lega-Shabunda              | lea            | 400 000   | 1982 |
| Lele                       | lel            | 26 000    | 1971 |
| Lendu                      | led            | 750 000   | 1996 |
| Lengola                    | lej            | 100 000   | 1998 |
| Lese                       | les            | 50 000    | 1991 |
| idioma libinza             | liz            | 10 000    | 1986 |
| idioma ligenza             | lgz            | 43 000    | 1986 |
| Lika                       | lik            | 60 000    | 1989 |
| idioma likila              | lie            | 8400      | 2002 |
| idioma lingala             | lin            | 2 037 929 | 2000 |
| idioma litembo             | tmv            | 5000      | 1986 |
| idioma lobala              | loq            | 60 000    | 2000 |
| idioma logoti              | log            | 210 000   | 1989 |
| idioma lombi               | lmi            | 12 000    | 1993 |
| idioma lombo               | loo            | 10 000    | 1971 |
| idioma lonzo               | lnz            | 300       |      |
| Lugbara                    | lgg            | 840 000   | 2001 |
| idioma luna                | luj            | 50 000    |      |
| Lunda                      | lun            |           |      |
| idioma lusengo             | lse            | 42 000    | 2002 |
| idioma lwalu               | lwa            | 21 000    | 1971 |
| Ma                         | msj            | 4700      | 1977 |
| idioma mabaale             | mmz            | 42 000    | 2002 |
| Mamvu                      | mdi            | 60 000    | 1991 |
| Mangbetu                   | mdj            | 620 000   |      |
| idioma mangbutu            | mdk            | 15 000    | 1991 |
| idioma mayeka              | myc            | 21 000    | 2004 |
| idioma mayogo              | mdm            | 100 000   | 1991 |
| idioma mba                 | mfc            | 36 087    | 2000 |
| Mbala                      | mdp            | 200 000   | 1972 |
| idioma mbandja             | zmz            | 351 543   | 2000 |
| idioma mbesa               | zms            | 8400      | 2002 |
| Mbo                        | zmw            | 11 000    | 1994 |
| Mbole                      | mdq            | 100 000   | 1971 |
| idioma mfinu               | zmf            | 8400      | 2002 |
| idioma mituku              | zmq            | 50 948    | 2000 |
| idioma moingi              | mwz            | 4200      | 2002 |
| Mongo-nkundu               | lol            | 400 000   | 1995 |
| Mono                       | mnh            | 65 000    | 1984 |
| idioma monzombo            | moj            | 5000      | 1986 |
| idioma mpuono              | zmp            | 165 000   | 1972 |
| idioma mündü               | muh            | 2800      |      |
| idioma mvuba               | mxh            | 5095      | 2000 |
| Nande                      | nnb            | 903 000   | 1991 |
| idioma ndaka               | ndk            | 25 000    | 1994 |
| idioma ndo                 | ndp            | 100 000   |      |
| idioma ndobo               | ndw            | 10 190    | 2000 |
| Ndolo                      | ndl            | 8000      | 1983 |
| idioma ndunga              | ndt            | 2500      | 1977 |
| idioma ngando              | nxd            | 220 000   | 1995 |
| idioma ngbaka minangende   | nga            | 1 012 184 | 2000 |
| Ngbaka ma'bo               | nbm            | 11 000    | 1984 |
| Ngbandi du Nord            | ngb            | 250 000   | 2000 |
| Ngbandi meridional         | nbw            | 105 000   |      |
| idioma ngbinda             | nbd            | 4200      | 2002 |
| idioma ngbundu             | nuu            | 16 000    | 1984 |
| idioma ngelima             | agh            | 13 588    | 2000 |
| idioma ngiti               | niy            | 100 000   | 1991 |
| Ngombe                     | ngc            | 150 000   | 1971 |
| Ngongo                     | noq            | 4076      | 2000 |
| idioma ngul                | nlo            | 8400      | 2002 |
| idioma ngundu              | nue            | 5095      | 2000 |
| idioma nkutu               | nkw            | 40 000    | 1972 |
| Ntomba                     | nto            | 100 000   | 1980 |
| idioma nyali               | nlj            | 43 000    | 1993 |
| Nyanga                     | nyj            | 150 000   | 1994 |
| idioma nyanga-li           | nyc            | 48 000    | 2002 |
| idioma nyindu              | nyg            | 8400      | 2002 |
| Nzakara                    | nzk            |           |      |
| idioma ombo                | oml            | 8400      | 2002 |
| Omi                        | omi            | 39 500    | 1989 |
| idioma pagibete            | pae            | 28 000    | 2000 |
| idioma pambia              | pmb            | 21 000    | 1982 |
| idioma pelende             | ppp            | 8400      | 2002 |
| idioma phende              | pem            | 420 000   | 1991 |
| idioma poke                | pof            | 46 000    | 1971 |
| idioma ruund               | rnd            | 152 845   | 2000 |
| Ruanda                     | kin            | 250 000   |      |
| Sakata                     | skt            | 75 000    | 1982 |
| Salampasu                  | slx            | 60 000    | 1977 |
| Samba                      | smx            | 4200      | 2002 |
| Sanga                      | sng            | 431 000   | 1991 |
| idioma sango               | sag            |           |      |
| Seba                       | kdg            | 167 000   | 2002 |
| idioma sengele             | szg            | 17 000    | 2002 |
| Sere                       | swf            | 2500      |      |
| Shi                        | shr            | 654 000   | 1991 |
| So                         | soc            | 6000      | 1971 |
| Sonde                      | shc            | 96 000    | 2002 |
| idioma songa               | sgo            |           |      |
| Songo                      | soo            | 13 000    | 2002 |
| idioma songomeno           | soe            | 50 000    | 1972 |
| idioma songoora            | sod            | 1300      | 1971 |
| Suku                       | sub            | 50 000    | 1980 |
| idioma suajili del Congo   | swc            | 1000      |      |
| idioma taabwa              | tap            | 250 000   | 1972 |
| idioma tagbu               | tbm            | 17 000    | 2002 |
| idioma talinga-Bwisi       | tlj            | 30 890    | 2000 |
| Tshiluba de Kasai          | lua            | 6 300 000 | 1991 |
| Kiluba de Katanga          | lub            | 1 505 000 | 1991 |
| Tchokwé                    | cjk            | 504 000   | 1990 |
| Teke eboo                  | ebo            | 454 000   | 2001 |
| Teke ibali                 | tek            | 71 000    |      |
| Tetela                     | tll            | 750 000   | 1991 |
| idioma tiene               | tii            | 24 500    | 1977 |
| idioma vanuma              | vau            | 6700      | 1993 |
| Wongo                      | won            | 12 691    | 2000 |
| Yaka                       | yaf            | 700 000   | 2000 |
| Yakoma                     | yky            | 10 000    |      |
| idioma yamongeri           | ymg            | 13 000    | 2002 |
| Yango                      | yng            | 3000      | 1986 |
| Yansi                      | yns            | 100 000   | 1997 |
| idioma yela                | yel            | 33 000    | 1977 |
| Yombe                      | yom            | 669 000   | 2002 |
| idioma yulu                | yul            |           |      |
| Zande                      | zne            | 730 000   |      |
| Zimba                      | zmb            | 120 000   | 1994 |